# Ferrocarril en Nicaragua

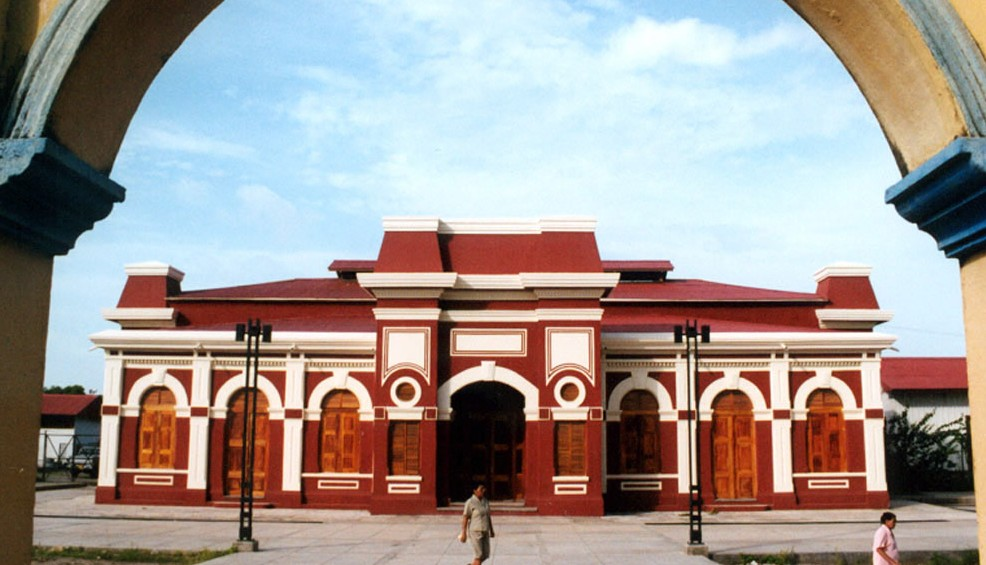
Estación de Granada, Nicaragua

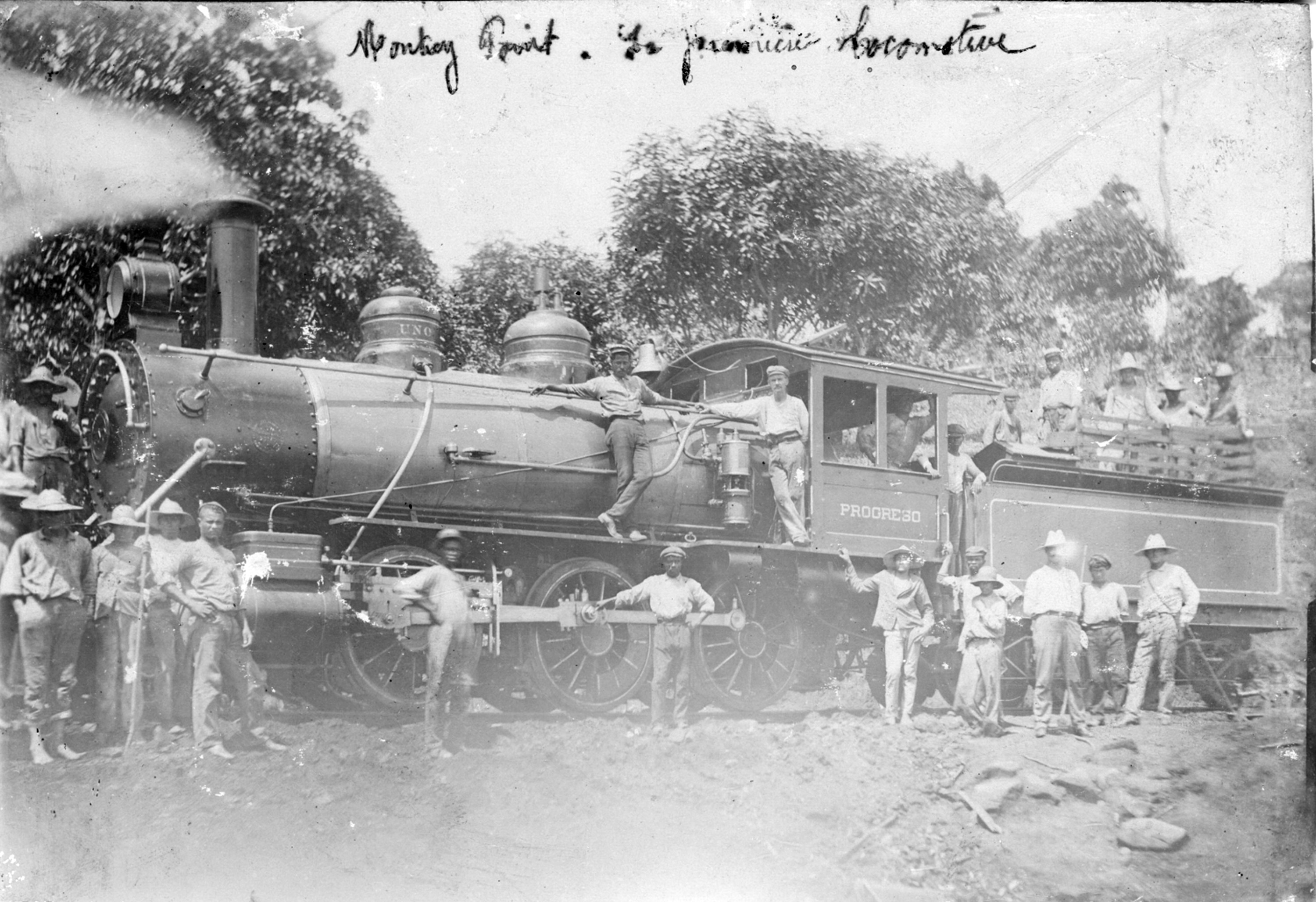
Locomotora nicaragüense en la costa atlántica en 1909.

El transporte ferroviario en Nicaragua empezó su historia en la década de 1860, cuando se planificaron las primeras líneas de ferrocarril en Nicaragua. 
La primera línea ferroviaria en Nicaragua se abrió en 1882 con líneas por la costa del Pacífico, conectando las ciudades más importantes de la zona. Una segunda línea privada operaba en la costa atlántica. Desde 2001 sin embargo, Nicaragua no tiene ningún servicio ferroviario en operaciones.

## Historia

### sigloXIX

#### Primeros planes
En la década de 1860 se empezaron a planificar los primeros proyectos para la construcción de líneas ferroviarias en Nicaragua. En 1873, el gobierno firmó dos contratos para la construcción de líneas. El primer contrato fue con J. E. Hollembeck y Compañía para construir una línea entre Managua y Granada, y la segunda fue con Enrique Meiggs Keith para una línea de Corinto a León. Ninguno de estos dos contratos llegaron a realizarse.

#### Decretos de Pedro Joaquín Chamorro y Alfaro
En 1876, el presidente Pedro Joaquín Chamorro y Alfaro aprobó un decreto pidiendo la construcción de una línea entre Corinto, Chinandega y León hasta el puerto más cercano en el lago Xolotlán (más tarde denominada la división Occidental). El ferrocarril sería unido a la capital a través de barcos de vapor. También pidió la construcción de una segunda sección de ferrocarril, más tarde denominada la división Oriental, entre Managua y Granada por medio de Masaya o a lo largo del río Tipitapa.
Las obras en la división Occidental empezaron en 1878. El primer vagón llegó a Chinandega en noviembre de 1880 y el primer segmento, Corinto-Chinadega, se inauguró el 10 de marzo de 1882. La construcción continuó y en 1883 el ferrocarril logró llegar a la ciudad de León y León Viejo, en el lago Xolotlán. Una nueva ciudad, Puerto Momotombo, fue inaugurada en 1884 para servir a la estación portuaria. La división occidental llegó a tener 93 kilómetros de vías en la línea principal y otros 5,5 kilómetros en las líneas secundarias.
La obras en la división oriental comenzaron en 1883. En 1884, la línea logró llegar a Masaya y la construcción se concluyó al llegar a Granada en 1886. La división oriental tenía 50 kilómetros de vías en la línea principal y otros 3 kilómetros en las líneas secundarias.

#### Ferrocarril a Los Pueblos de Carazo
En 1885, se firmó un contrato para la construcción del Ferrocarril a Los Pueblos de Carazo, una línea ramal de la división oriental que iría desde Masaya hasta Diriamba. La línea se construyó a través de una área de cultivo de café. La línea tenía una longitud de 43,5 kilómetros e incluía un túnel de 30 metros de longitud. La línea se completó en 1887.
Entre 1895 y 1898, una línea ramal Chinandega-El Viejo de 7,7 kilómetros se construyó prolongando así la división occidental.

### Principios delsigloXX

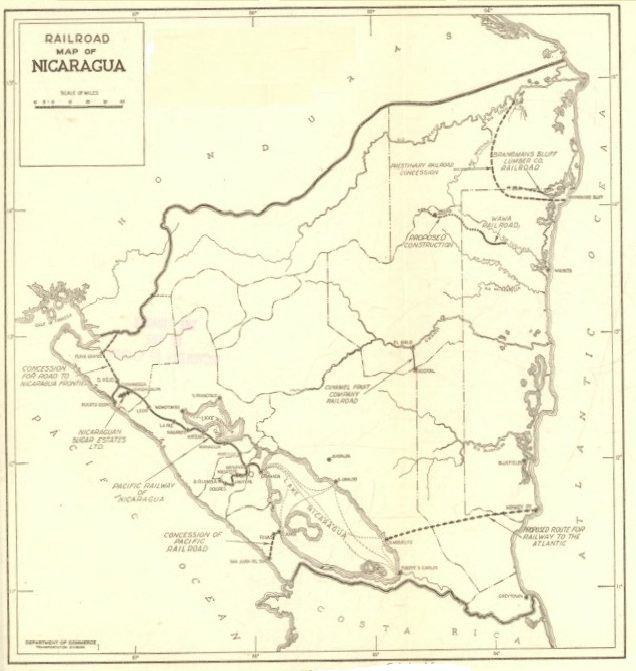
Mapa ferroviario de Nicaragua de 1925

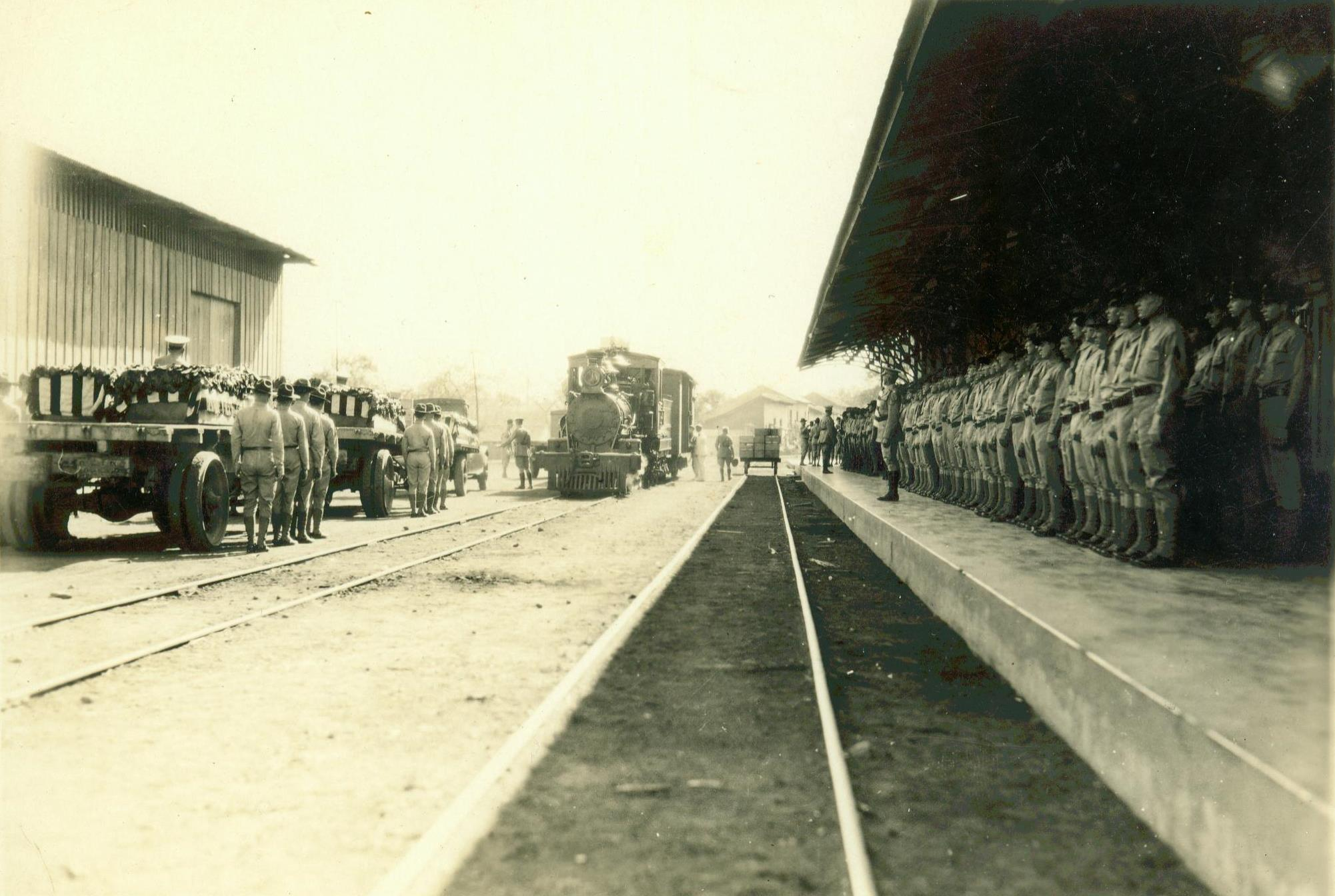
Estación de Managua en 1931.

Una tercera división, la división Central, se construyó entre 1900 y 1902. Esta conectaba las divisiones Occidentales y Orientales entre La Paz Vieja y Managua. Esto hizo obsoleta la conexión a Managua por barco de vapor a través del lago Xolotlán. Por esa razón se abandonó el ramal a Puerto Momotombo en 1903.
Hubo planes para prolongar la red hacia la costa del Atlántico aunque nunca se llegó a construir. Un contrato fue firmado en 1903. La línea tendría que haber extendido 288 km de San Miguelito (un puerto en el lago Cocibolca) a través de un terreno difícil hasta Punto de Mono en la costa del Caribe. En 1909, después de construirse aproximadamente 16 kilómetros de vías, la obra se paró y nunca se volvió a resumir. 
Los ferrocarriles nicaragüenses nunca llegaron a conectar ambas costas. Los inversores privados más tarde construirían una línea aislada de 100 kilómetros de longitud de ancho internacional entre Puerto Cabezas y Cocoland. Esta línea operó desde 1925 hasta 1955 y fue utilizada principalmente como medio de transporte de carga de madera y plátanos.
Algunas otras líneas adicionales en la costa del Pacífico se construyeron en las décadas subsiguientes. En 1940, Ferrocarriles Nacionales tenía en operación las siguientes líneas:
| Línea                        | Longitud (en kilómetros) |
| ---------------------------- | ------------------------ |
| Corinto - Granada            | 191,98 km                |
| Masaya - Diriamba            | 43,49 km                 |
| León - El Sauce              | 72,00 km                 |
| San Jorge - San Juan del Sur | 31,00 km                 |
| Chinandega - Puerto Morazán  | 31,00 km                 |
| El Salsa - Río Grande        | 13,00 km                 |
| Total                        | 382,48 km                |

### Finales delsigloXXysigloXXI

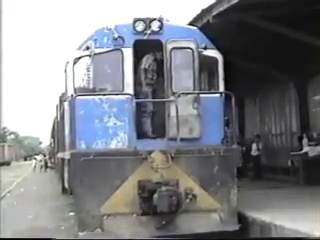
Locomotora de Ferrocarriles de Nicaragua

En las décadas de 1960 y 1970 el ferrocarril fue en declive progresivo, exacerbados por el terremoto de Managua terremoto de 1972. El gobierno reaccionó ante esto construyendo una línea ramal en 1976 de 25,4 kilómetros entre Ceiba Mocha y Puerto Somoza, hoy en día conocido como Puerto Sandino. Esto aumentó significativamente las operaciones productivas e ingresos para los ferrocarriles, pero no llegó a revertir la tendencia a largo plazo. 
Con los años el gobierno iba aumentando los subsidios al ferrocarril a la vez que el transporte de pasajero iba en declive.
La línea más vieja Corinto - León fue abandonada en 1982 cuándo unas inundaciones destruyeron las vías. En 1993, había todavía en operación unos 73 kilómetros de vías de ancho del Cabo en las vías del Pacífico además de otros 3 kilómetros aislados de vía de ancho internacional en Puerto Cabezas en el Caribe. En 1993 aún había muchos trenes al día que llevaban pasajeros hacia el sur desde Managua a Granada y hacia el norte desde la capital hacia León.
La mayoría de las líneas se cerraron el 31 de diciembre de 1993 por la presidenta Violeta Barrios de Chamorro quien ordenó que se vendiera todo el material rodante y la demolición de las vías ferroviarias. La última línea en cerrarse fue la línea de Chichigalpa a Ingenio San Antonio, cerrada en septiembre de 2001.